# 歪脑
歪脑（WhyNot）是自由亚洲电台旗下的中文新闻杂志，其总部位于美国华盛顿特区。

## 简介
歪脑受美國全球媒體總署通过公共專項資金撥款资助，主要面向华语世界青年群体传播自由主义价值。和自由亚洲电台不同的是，歪脑的风格、题材都贴近青年群体需求和关注，包括女权主义、LGBT权益、素食主义等。
环球网评论指该项目直接受到2021年4月美国参议院外交关系委员会通过《2021年战略竞争法案》影响，该法案拨款15亿美元“对冲中国影响基金”。
2025年3月21日，因美国政府冻结自由亚洲电台资金，歪脑发文宣布“暂别”。

## 奖项
- 在线新闻奖（OJA），2023年，费城，美国在线新闻协会（英语：Online News Association）[6][7]
- 亚洲出版业协会奖，2023年，香港，亚洲出版业协会和香港大学新闻及媒体研究中心[8]
- 第二十五届人权新闻奖，2021年，香港，香港外国记者会、国际特赦组织香港分会及香港记者协会颁发[1]